# Circuit automobile de Cadours
Le circuit automobile de Cadours, appelé aussi circuit automobile de Cadours-Laréole, est un circuit automobile français situé dans la Haute-Garonne sur les communes de Cadours et Laréole. 

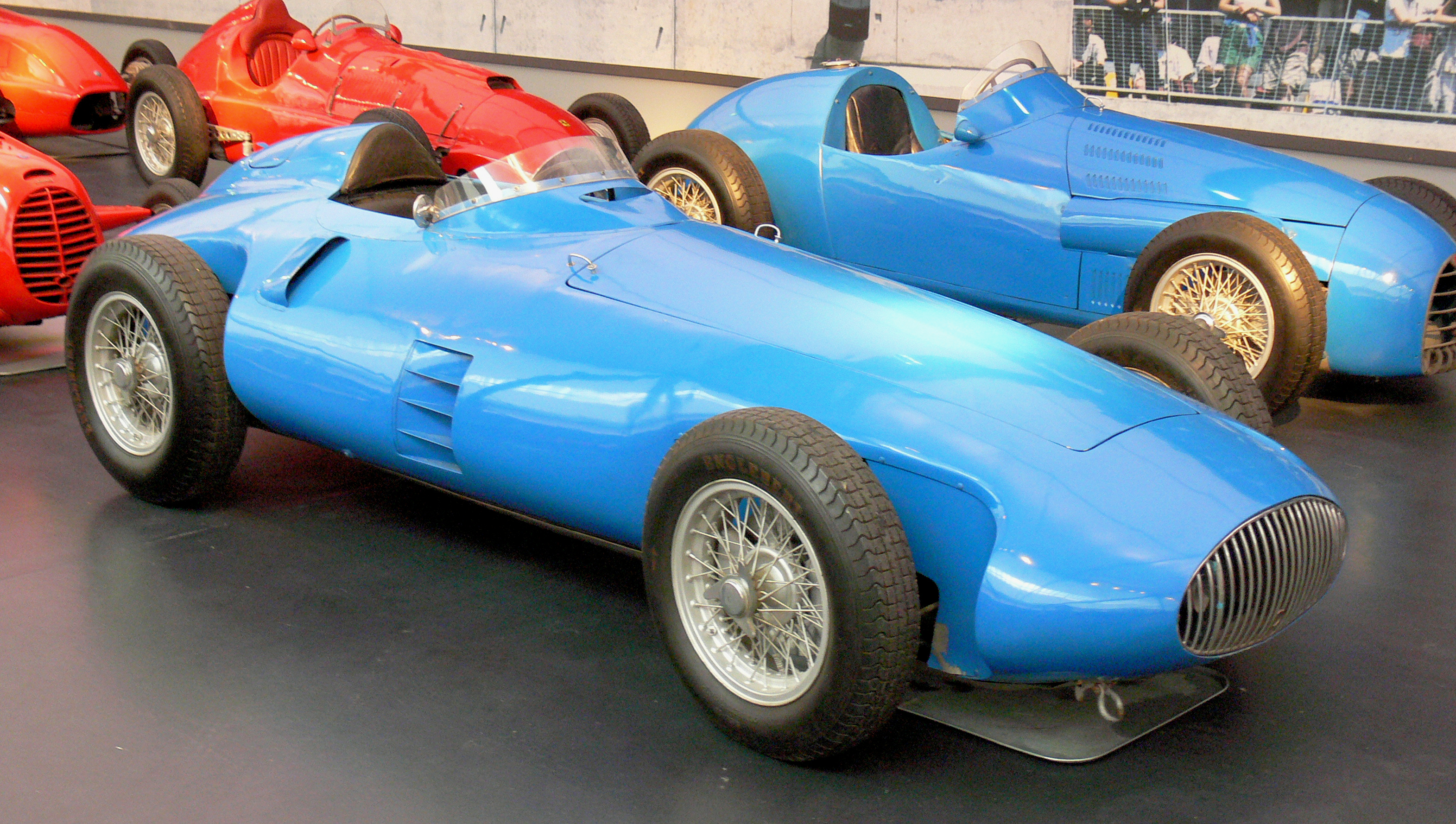
Simca-Gordini T16

## Histoire
Cadours et ses mille habitants, commune situé à 45 km au Nord-Ouest de Toulouse, avait prouvé sa capacité à organiser des événements importants ; baptêmes de l’air dans les années 1920, meetings aériens plus tard, courses hippiques et courses cyclistes, avant guerre.
Dans l'immédiat après guerre où les activités ludiques ou sportives refleurissent, une équipe de passionnés d'automobile, avec à leur tête Emile Lafitte, garagiste de son état (son jeune apprenti, Louis Arrivet, fera l'acquisition d'une Bugatti et poursuivra sa passion par la suite), épaulé par messieurs Saint Antonin, Gros, Gabrielle, Azam, Claverie et autres habitants ou originaires de Cadours, décide de créer un événement automobile. Le tout départ de l'aventure sera en 1948, une épreuve administrativement dénommée « Accélération et Freinage », utilisant à la sortie du village, les treize virages des trois départementales D29, D89 et D41, pour ce qui sera un circuit avec quelques bottes de paille et des cabanes en bois en guise de stands.
Le 18 septembre 1948, une vingtaine de voitures sont engagées dont René Mauriès sur Simca Gordini, Michel Lecerf sur Simca Deho, Georges Armichen sur Simca, Robert Galy sur Galy Spéciale et Émile Py sur Py (mécanique de Traction Citroën). La première édition de l'épreuve est remportée par René Mauriès, d'Albi, à la moyenne de 121,97 km/h sur ce circuit de 4 015 m.
Pour 1949, le comité d’organisation obtient l’homologation de l’épreuve (Grand Prix de Cadours) par l’Automobile Club de France en catégorie Voiturette/Formule 2. L’épreuve est lancée pour devenir un Grand Prix international dans les années qui suivent. De grandes pointures y viendront glaner les quelques points supplémentaires qui pourraient leur faire défaut ou mettre au point leur voiture de la saison suivante (on souffrait à l’époque de l’absence de pistes privées permettant de pratiquer des essais, et ce grand prix venant en fin de saison, en même temps que le Grand Prix automobile de Monza).
Le premier Grand Prix de Cadours, couru le 18 septembre 1949, devant plus de trois mille spectateurs, est un succès. Le parisien Gerbout, venu avec sa Gerbout Spéciale (une ancienne Lombard) remporte l’épreuve.
En 1950, Le comité d’organisation rencontre des coureurs de renommée réunis sur le circuit de Lesparre-Médoc près de Bordeaux où se court une épreuve de Formule 2 afin de les inciter à venir à Cadours. La moisson est bonne puisque sont présents sur la grille de départ de grands pilotes automobiles tels Aldo Gordini, Bonnet, Élie Bayol, Marcel Balsa, René Simone, Harry Schell et Raymond Sommer. Une épreuve moto est organisée pour donner encore plus d'attractivité à l’évènement.

## Des accidents tragiques
Ce second Grand Prix est endeuillé par la disparition tragique de Raymond Sommer, victime d'une sortie de route due à la rupture de direction de sa Cooper T12 - à moteur Jap.
Le 9 septembre 1951, avant le départ du troisième Grand Prix de Cadours, un monument sculpté par Lucien Pessey à la mémoire de Raymond Sommer est inauguré grâce à une souscription ouverte auprès des habitants de Cadours. Son double est visible dans les Ardennes à Mouzon, le village natal de Sommer.
L’année suivante, le 2 juin 1952, Juan Manuel Fangio, fait le déplacement à Cadours pour rendre hommage à son camarade disparu, au nom du peuple argentin.Louis Rosier remporte l'épreuve au volant de sa Ferrari 500.
En 1955, les courses automobiles en France sont presque toutes interdites après l'accident du Mans. Les mesures de sécurité, rendues obligatoires, demandent un investissement trop important pour les petits comités d'organisation. C'est le chant du cygne pour le circuit de Cadours-Laréole comme pour beaucoup d’autres circuits temporaires de France et d'Europe.
En 1957, une course de voitures de sport est organisée, remportée par André Loens qui disparaîtra quelques mois plus tard à Montlhéry.
En 1958, pendant une course de motos, le motard australien Keith Campbell se tue à 26 ans. Il avait déjà gagné à Cadours, dans la catégorie 350 cm3.
Les deux dernières épreuves automobiles se dérouleront sous la réglementation Formule Junior récemment mise en place. La dernière sera remportée par le pilote suisse Joseph Siffert.
Tous les deux ans depuis 1985, une présentation d'anciennes sportives de collection, commémore les grandes heures de Cadours, et rassemble propriétaires et amateurs de voitures anciennes sur le tracé de l'ancien circuit fermé à la circulation pour l'occasion.
Depuis 2012 l'évènement est annuel.

## Résultats des Grands Prix de 1948 à 1961
| Date              | Catégorie      | Épreuve                             | Pos.                       | Pilote                       | Écurie                        | Auto                       | Tours | Longueur |
| ----------------- | -------------- | ----------------------------------- | -------------------------- | ---------------------------- | ----------------------------- | -------------------------- | ----- | -------- |
| 18 septembre 1948 |                | Accélération et Freinage de Cadours | 1                          | René Mauriès                 |                               | Simca-Gordini              |       | 4 105 m  |
| 18 août 1949      | Formule 2      | 1er Grand Prix de Cadours           | 1                          | Robert Gerbout               |                               | Gerbout Spéciale - Lombard |       | 4 105 m  |
| 10 septembre 1950 | Formule 2      | 2e Grand Prix de Cadours            | 1                          | René Simone, alias René Abbo | Automobiles Deutsch et Bonnet | DB - Citroën               | 20    | 4 105 m  |
| 10 septembre 1950 | Formule 2      | 2e Grand Prix de Cadours            | 2                          | Aldo Gordini                 | Équipe Gordini                | Simca-Gordini T15          | 20    | 4 105 m  |
| 10 septembre 1950 | Formule 2      | 2e Grand Prix de Cadours            | 3                          | Marcel Balsa                 | Marcel Balsa                  | Jicey - BMW                | 20    | 4 105 m  |
| 10 septembre 1950 | Formule 2      | 2e Grand Prix de Cadours            | accident de Raymond Sommer |                              |                               |                            |       | 4 105 m  |
| 10 septembre 1951 | Formule 2      | 3e Grand Prix de Cadours            | 1                          | Maurice Trintignant          | Équipe Gordini                | Simca-Gordini T15          | 25    | 4 104 m  |
| 10 septembre 1951 | Formule 2      | 3e Grand Prix de Cadours            | 2                          | Robert Manzon                | Équipe Gordini                | Simca-Gordini T15          | 25    | 4 104 m  |
| 10 septembre 1951 | Formule 2      | 3e Grand Prix de Cadours            | 3                          | Jean Behra                   | Équipe Gordini                | Simca-Gordini T11          | 25    | 4 104 m  |
| 14 septembre 1952 | Formule 2      | 4e Grand Prix de Cadours            | 1                          | Louis Rosier                 | Écurie Rosier                 | Ferrari 500                | 30    | 5 536 m  |
| 14 septembre 1952 | Formule 2      | 4e Grand Prix de Cadours            | 2                          | Harry Schell                 | Équipe Gordini                | Simca-Gordini T16          | 30    | 5 536 m  |
| 14 septembre 1952 | Formule 2      | 4e Grand Prix de Cadours            | 3                          | Emmanuel de Graffenried      | Enrico Platé                  | Maserati-Platé 4CLT/48     | 30    | 5 536 m  |
| 30 août 1953      | Formule 2      | 5e Grand Prix de Cadours            | 1                          | Maurice Trintignant          | Équipe Gordini                | Simca-Gordini T16          | 30    | 5 536 m  |
| 30 août 1953      | Formule 2      | 5e Grand Prix de Cadours            | 2                          | Harry Schell                 | Équipe Gordini                | Simca-Gordini T16          | 30    | 5 536 m  |
| 30 août 1953      | Formule 2      | 5e Grand Prix de Cadours            | 3                          | Jean Behra                   | Équipe Gordini                | Simca-Gordini T16          | 30    | 5 536 m  |
| 30 août 1954      | Hors Champ.    | 6e Circuit de Cadours               | 1                          | Jean Behra                   | Équipe Gordini                | Simca-Gordini T16          | 30    | 4 000 m  |
| 30 août 1954      | Hors Champ.    | 6e Circuit de Cadours               | 2                          | André Pilette                | Équipe Gordini                | Simca-Gordini T16          | 30    | 4 000 m  |
| 30 août 1954      | Hors Champ.    | 6e Circuit de Cadours               | 3                          | Louis Rosier                 | Écurie Rosier                 | Maserati 250F              | 30    | 4 000 m  |
| 8 septembre 1957  | Sports         | 8e Circuit de Cadours               | 1                          | André Loens                  | Privée                        | Maserati 200S              | 70    | 4 000 m  |
| 8 septembre 1957  | Sports         | 8e Circuit de Cadours               | 2                          | Carel Godin de Beaufort      | Privée                        | Porsche Spyder 550         | 70    | 4 000 m  |
| 8 septembre 1957  | Sports         | 8e Circuit de Cadours               | 3                          | Claude Storez                | Privée                        | Porsche Spyder 550         | 70    | 4 000 m  |
| 6 septembre 1959  | Formule Junior | 10e Grand Prix de Cadours           | 1                          | Bill de Selincourt           | Privée                        | Elva 100 - BMC             | 30    | 3 915 m  |
| 6 septembre 1959  | Formule Junior | 10e Grand Prix de Cadours           | 2                          | Michel May                   | Privée                        | Stanguellini - Fiat        | 30    | 3 915 m  |
| 6 septembre 1959  | Formule Junior | 10e Grand Prix de Cadours           | 3                          | Giovanni Alberti             | Scuderia Madunina             | Stanguellini - Fiat        | 30    | 3 915 m  |
| 3 septembre 1961  | Formule Junior | 12e Grand Prix de Cadours           | 1                          | Jo Siffert                   | Écurie Romande                | Lotus 20 - Ford            | 20    | 3 915 m  |
| 3 septembre 1961  | Formule Junior | 12e Grand Prix de Cadours           | 2                          | José Rosinski                | Inter Auto Course             | Cooper T56 - BMC           | 20    | 3 915 m  |
| 3 septembre 1961  | Formule Junior | 12e Grand Prix de Cadours           | 3                          | Philippe Martel              | Privée                        | Lotus 20 - Ford            | 20    | 3 915 m  |

## Autres circuits automobiles historiques
- Circuit du lac d'Aix-les-Bains
- Circuit des Nations Genève (CH)
- Circuit des Platanes de Perpignan
- Circuit automobile de Comminges à Saint Gaudens
- Circuit automobile des remparts d'Angoulême
- Circuit automobile d'Albi (Les Planques)
- Circuit de Chimay (B)
- Circuits de Nîmes